# Coudoux
Coudoux este o comună franceză, situată în departamentul Bouches-du-Rhône, în regiunea Provence-Alpes-Côte d'Azur.

## Geografie

### Comune limitrofe
| Lançon-Provence      |        | Éguilles  |
| La Fare-les-Oliviers |        | Ventabren |
|                      | Velaux |           |

### Hidrografie
Canalul Marsilia, principala sursă de alimentare cu apă potabilă a orașului Marsilia, traversează comuna, urmând versantul dealurilor situate la nord de sat. Traseul său pe teritoriul comunei include nu mai puțin de șase tuneluri, dintre care tunelul Baume (aproximativ 400 m lungime) și unul comun cu comuna vecină Lançon-Provence.

### Geologie
Quadrantul sud-est al comunei acoperă un zăcământ de lignit împărțit cu comuna vecină Ventabren, care se prelungește spre sud-vest printr-un zăcământ comun între La La Fare-les-Oliviers, Velaux și Berre-l'Étang. Aceste pungi de lignit se află în partea de nord-vest a bazinului lignifer din Provence.

### Climă
În 2010, clima comunei a fost clasificată ca tipic mediteraneană, conform unui studiu realizat de CNRS, bazat pe o serie de date care acoperă perioada 1971-2000. În 2020, Météo-France a publicat o tipologie a climei din Franța metropolitană, conform căreia comuna se află într-o zonă cu climat mediteranean, în regiunea climatică Provence, Languedoc-Roussillon. Aceasta este caracterizată de precipitații reduse vara, o foarte bună expunere la soare (2.600 ore/an), veri calde (21,5 °C), un aer foarte uscat vara și sec în toate anotimpurile, vânturi puternice (cu o frecvență de 40-50 % a vânturilor > 5 m/s) și puține cețuri.
Pentru perioada 1971-2000, temperatura medie anuală este de 14,6 °C, cu o amplitudine termică anuală de 16,7 °C. Cantitatea medie anuală de precipitații este de 589 mm, cu 5,7 zile de precipitații în ianuarie și 1,9 zile în iulie. Pentru perioada 1991-2020, temperatura medie anuală observată la stația meteorologică situată în comuna Salon-de-Provence la 15 km distanță în linie dreaptă, este de 15,9 °C, iar cantitatea medie anuală de precipitații este de 532,3 mm.
Pentru viitor, parametrii climatici estimati pentru comună pentru anul 2050, conform diferitelor scenarii de emisii de gaze cu efect de seră, pot fi consultati pe un site dedicat publicat de Météo-France în noiembrie 2022.

## Urbanism

### Tipologie
La 1 ianuarie 2024, Coudoux este clasificată drept centură urbană, conform noii grile comunale de densitate cu 7 niveluri, definită de INSEE (Institutul Național de Statistică și Studii Economice) în 2022. Comuna face parte din unitatea urbană Coudoux, o unitate urbană monocomenală care constituie un oraș izolat. De asemenea, comuna aparține de zona metropolitană a Marsiliei - Aix-en-Provence, din care face parte ca o comună din coroană. Această arie, care include 115 comune, este clasificată în categoria ariilor cu 700.000 de locuitori sau mai mulți (cu excepția Parisului).

### Utilizarea terenurilor
Ocuparea terenurilor în comuna, așa cum rezultă din baza de date europeană privind ocuparea biogeografică a solurilor Corine Land Cover (CLC), este marcată de importanța pădurilor și a mediilor semi-naturale (53,6% în 2018), o proporție relativ similară cu cea din 1990 (53,1%). Distribuția detaliată în 2018 este următoarea: medii cu vegetație de arbuști și/sau ierboasă (49,4%), zone agricole eterogene (31,1%), zone urbanizate (9,5%), păduri (4,2%), zone industriale sau comerciale și rețele de comunicații (2,9%), culturi permanente (2,9%). Evoluția ocupării terenurilor în comună și a infrastructurilor sale poate fi observată pe diferitele reprezentări cartografice ale teritoriului: harta Cassini (secolul XVIII), harta de stat-major (1820-1866) și hărțile sau fotografiile aeriene ale IGN pentru perioada actuală (1950 până în prezent).

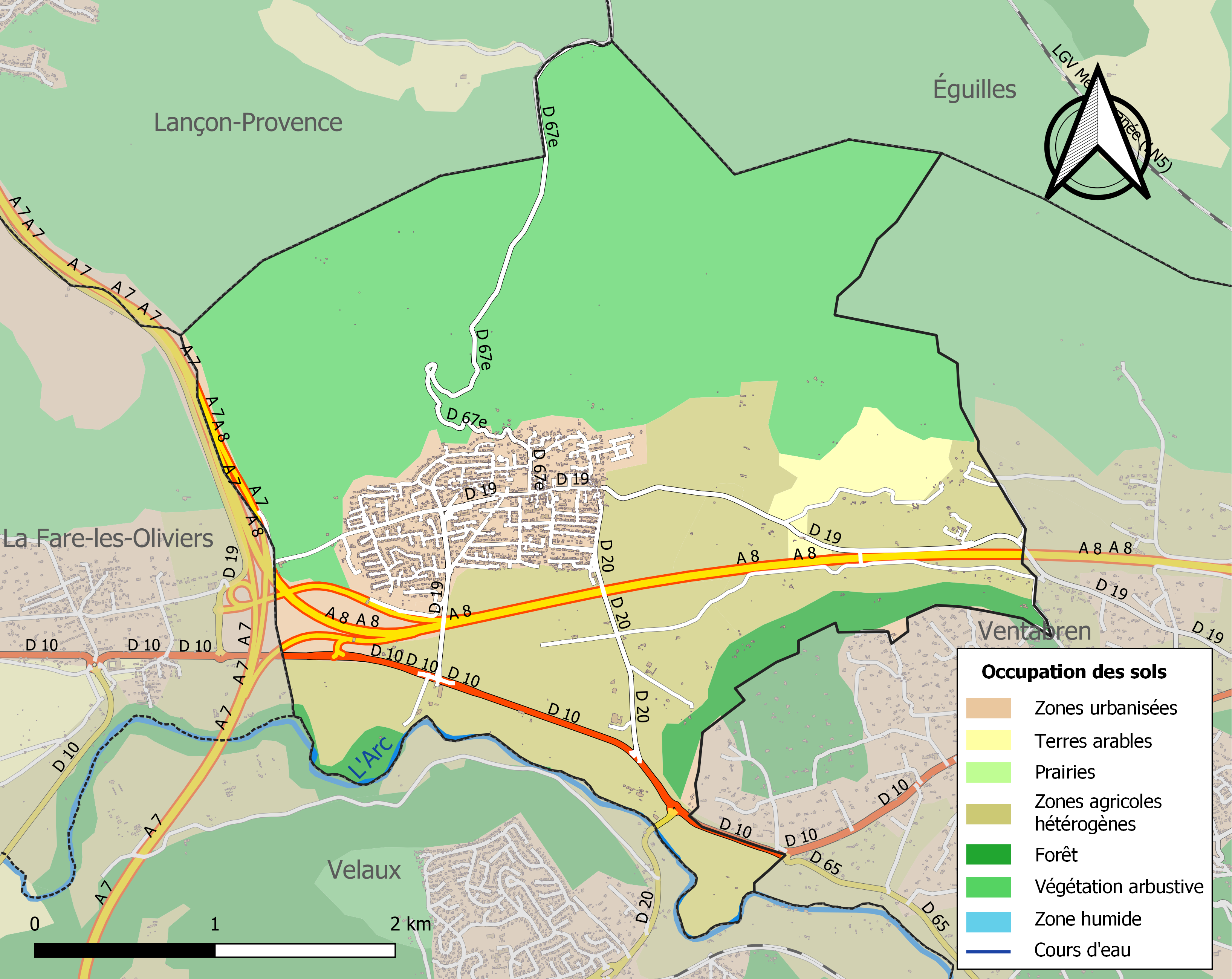
Harta infrastructurii și utilizării terenului a comunei în 2018 (CLC).

### Căi de comunicație și transport
Centrul satului este traversat de la est la vest de către drumul departamental D 19. Drumul D 67E, cunoscut și ca „ruta Lambesc,” pornește spre nord, iar drumul D 20 merge spre sud, în direcția lacului Étang de Berre.
Drumul departamental D 10 leagă Aix-en-Provence (17 km) și Vauvenargues (32 km) la est, de Miramas (30 km) și drumul național N 569 la vest.
Cele mai apropiate autostrăzi sunt autostrada A7 (Paris-Lyon-Marsilia) și autostrada A8 („La Provençale”), care vine din direcția Nisa (195 km spre est). Nodul rutier numit „La Croix de Coudoux,” situat între aceste două autostrăzi, se află parțial pe teritoriul comunei, pe partea de sud.
Aeroportul Marseille Provence se află la 15 km spre sud, în Marignane. Aerodromul Aix - Les Milles este situat la 15 km spre sud-est.

## Toponimie
Codols, menționat în 1224, termenul provine din vechiul provensal codol, care înseamnă „pietricică”. Vezi de asemenea Codalet și Codolet, care au aceeași origine etimologică.

## Istorie

### Evenimente istorice
Inițial, Coudoux era format din două cătune, Petit Coudoux și Grand Coudoux, încă din secolul al XVI-lea. Acestea aparțineau comunei vecine Ventabren până în 1950, când cătunele au devenit o comună de sine stătătoare.
Exploatarea lignitului în concesiunea din Coudoux a început în octombrie 1833 și s-a încheiat în 1924 (activitatea fiind oficial recunoscută ca încheiată în 1934). În decursul celor 91 de ani, au fost extrase peste 100.000 de tone de minereu.
O tentativă nereușită de reluare a exploatării a avut loc între 1942 și 1948. Lucrările de securizare a minei s-au desfășurat între 2000 și 2003. Galeriile din zona exploatată sunt complet inundate.

## Populația și societatea

### Date demografice
Evoluția numărului de locuitori este cunoscută prin recensămintele populației efectuate în comuna respectivă începând din 1954. Pentru comunele cu mai puțin de 10 000 de locuitori, un recensământ al întregii populații este realizat la fiecare cinci ani, populațiile legale pentru anii intermediari fiind estimate prin interpolare sau extrapolare. Pentru comuna respectivă, primul recensământ exhaustiv în cadrul noului dispozitiv a fost realizat în 2004.
În 2022, comuna număra 3775 locuitori, în creștere cu +2,08 % față de 2016 (Bouches-du-Rhône: +2,48 %, Franța fără Mayotte: +2,11 %).
| An        | 1954 | 1962 | 1982 | 2006 | 2014 | 2022 |
| --------- | ---- | ---- | ---- | ---- | ---- | ---- |
| Populație | 457  | 579  | 2228 | 3292 | 3564 | 3775 |

## Cultura locală și patrimoniul

### Locuri și monumente
- Biserica Sfântul Mihail din Coudoux este o clădire din secolul al XVIII-lea. Pe fațadă se află un cadran solar, iar pridvorul său este decorat cu ornamente.
- Bastidă din secolul al XVIII-lea.
- Moară de ulei

O curiozitate, această moară continuă producția tradițională folosind prese datând din 1902, cu măcinare pe piatră (granit) și presare cu scourtin (filtre din fibră naturală). Acest procedeu produce un ulei AOP (în franceză Appellation d'origine protégée - Denumire de origine protejată) „Olive Maturée”, cu un gust distinct de pădure și măsline negre confiate.
Un moment de neratat: vizitarea morii, disponibilă pe tot parcursul anului, cu punctul culminant al procesului de presare în lunile noiembrie și decembrie.
- Oratorii și cruci

- Oratoriul Sfântului Anton, datând din secolul al XVII-lea, marchează intrarea în vechiul sat și a fost renovat de două ori.
- „Souvenir du jubilé”, din 1851, situat pe frontonul bisericii.
- Calvarul Căii Crucii, datat 1777.
- Crucea de la intrarea pe bulevardul Alphonse Daudet, ridicată în 1872.
- Cristosul aurit, aflat la intrarea estică a satului, a fost inaugurat în timpul misiunii din 1911.
- Oratoriul din Jarry, probabil foarte vechi, situat în cartierul cu același nume.
- Oratoriul din Malvallat, construit de François Bosio după Al Doilea Război Mondial, în semn de recunoștință că a supraviețuit deportării.

- Monumentul Eroilor, situat în piața bisericii.
- Castelul Garidel, a cărui turn poate fi zărit atât din împrejurimi, cât și de pe colină, este o proprietate privată și în prezent. Este o clădire foarte frumoasă, înconjurată de un parc, ce poate fi admirată cu ocazia evenimentelor estivale care au loc acolo.
- Domeniul Vautubière:

- Casa romană din Vautubière, o construcție cu influențe antice.
- Clădirea din Vautubière, foarte veche și impunătoare.
- Turnul din Vautubière, un element arhitectural distinctiv al domeniului.

- Porumbarul numit „Pelico”, datând din secolul al XVIII-lea și renovat recent, este situat în piața bisericii.
- Fântânile:

- Fântâna din piața bisericii, care astăzi nu mai este funcțională.
- Fântâna primăriei.
- Fântâna „cap de leu”, situată în piața Baone, la intrarea în Petit Coudoux, datată 1999.
- Fântâna de la Campagne Cézanne, datată 1999.
- Numeroase puțuri, unele probabil foarte vechi, printre care: puțul de la 14 iulie, puțul porumbarului, puțul de la Bastide Neuve, puțul Clastriers, puțul din Petit Coudoux, puțul din Pouchon și altele.

- Alte clădiri remarcabile:

- Bastida d'Astres, situată în zonele înalte ale satului.
- Fostul han poștal (Relai de Poste), o clădire istorică.
- Fosta bastidă a Moulin du Pont, astăzi cunoscută sub numele de „L’Eau Vive”.
- Noul castel al domeniului Saint-Hilaire, un edificiu modern și impunător.